# In Your Eyes (film 2014)
In Your Eyes è un film del 2014 diretto da Brin Hill.
Pellicola statunitense con protagonisti Zoe Kazan e Michael Stahl-David.

## Trama
Rebecca Porter è una giovane ragazza, fragile e insicura. Vive in New Hampshire, ed è sposata con un giovane medico. Dylan Kershaw è, invece, un ex detenuto accusato di rapine che vive in un camper nel Nuovo Messico, in libertà vigilata. I due protagonisti sono legati, fin da piccoli, da un legame mentale molto forte; infatti ogni volta che ad uno dei due accade qualcosa, l'altro lo percepisce. Una mattina, mentre è in giro per delle commissioni, Rebecca inizia ad udire la voce di un uomo, Dylan. Spaventata e convinta di avere una delle sue crisi, scappa dal negozio e chiede alla voce che sente dentro di sé di andare via. Successivamente, però, i due protagonisti si rendono conto che non si tratta delle loro immaginazione, ma che sono due persone reali e che riescono a comunicare tra loro con questo strano legame. In seguito a tale scoperta, Rebecca e Dylan, continueranno a parlare per giorni, raccontando della loro vita e di tutti gli avvenimenti strani che aveva segnato le loro vite, come l'episodio dell'incidente dello slittino di Rebecca, verificatosi vent'anni prima, e che aveva portato Dylan a perdere i sensi per alcuni minuti.
Passano i giorni, e il legame tra i due inizia a diventare sempre più forte. Questo comportamento di Rebecca porta, però, l'attenzione del marito e delle amiche su di sé. La donna, resasi conto di iniziare a provare forti sentimenti per Dylan, decise di troncare immediatamente la loro amicizia, anche per rispetto del marito che l'aveva aiutata quando ne aveva più bisogno. Dylan accetta con riluttanza tale decisione, e decide di proseguire per la sua strada. Un giorno Dylan entra nuovamente in contatto con Rebecca, e scopre che il marito, preoccupato dallo strano comportamento della moglie nell'ultimo periodo, l'ha fatta rinchiudere in un ospedale psichiatrico contro la sua volontà. Il ragazzo, senza alcuna esitazione, decide di prendere il primo volo per salvare Rebecca, violando così la libertà vigilata. Arrivato in New Hampshire, ruba una macchina e si dirige verso l'ospedale psichiatrico, attraverso le indicazioni della ragazza. Nel mentre, però, Dylan è inseguito dalla polizia. Nel frattempo Rebecca riesce a fuggire dall'ospedale e i due decidono di dirigersi verso il bosco. Arrivano entrambi davanti ad un binario, si guardano e l'unica cosa che li separa è un treno in corsa. Rebecca e Dylan decidono, così, di salire su uno dei vagoni e scappare insieme.

## Produzione
Le riprese ebbero inizio nel New Hampshire verso la fine di febbraio 2012. Il produttore e cofondatore di Bellwether Pictures Kai Cole giustificò la scelta dichiarando "I luoghi sono molto importanti per me. Penso che le persone si accorgano quando tenti di ingannarle con trucchi cinematografici e noi volevamo che tutto fosse autentico, dalle architetture ai paesaggi, e il New Hampshire per noi era perfetto". Il regista Brin Hill aggiunse che visto il ruolo importante assunto nella sceneggiatura "ci serviva la neve. Avevamo iniziato col Connecticut, ma non c'era neve, poi con l'Ohio, ma non c'era neve [...] e ci siamo spostati via via verso nord". Il film è stato girato a Exeter, Manchester, Hooksett, Bedford, Windham, Claremont e Amherst.
La sequenza iniziale con le slitte è stata girata nel complesso sciistico di McIntyre, nei pressi di Manchester, e alcune scene sono state girate nel deserto del Nuovo Messico. Le ultime riprese hanno avuto luogo sulla costa orientale a inizio marzo 2012 per poi trasferirsi nei pressi di Los Angeles per il completamento.
Per le riprese, il regista ha utilizzato una macchina da presa digitale Arri Alexa, dichiarando di apprezzarne la "versatilità" e che sia lui che il direttore della fotografia Elisha Christian erano soddisfatti per la sua resa molto simile a quella di una macchina da presa su pellicola.
Joss Whedon aveva scritto la scenografia già all'inizio degli anni novanta, rielaborandola continuamente nei due decenni successivi. Secondo Hill, "l'aspetto più interessante della sceneggiatura è il tema della connessione e cosa significhi 'essere connessi' nella società odierna".

## Distribuzione
In Your Eyes fu proiettato al pubblico per la prima volta il 20 aprile 2014 al Tribeca Film Festival. Il film era stato concepito per la diffusione multipiattaforma immediata, come confermato in un video-messaggio da Joss Whedon, che annunciò che la "prima" di Tribeca non era solo la prima visione ma "coincideva con la data di pubblicazione mondiale". Brin Hill descrisse il metodo sperimentale come "agrodolce, perché è un territorio inesplorato ma allo stesso tempo stimolante. [...] C'è un che di eccitante nel rendere un'opera disponibile a tutti ovunque in un colpo solo".
In Your Eyes è stato distribuito anche su DVD il 10 febbraio 2015.